# Okręg Andelys
Okręg Andelys (fr. Arrondissement des Andelys) – okręg w północnej Francji. Populacja wynosi 177 tysięcy.

## Podział administracyjny
W skład okręgu wchodzą następujące kantony:
- Andelys,
- Écos,
- Étrépagny,
- Fleury-sur-Andelle,
- Gaillon,
- Gaillon-Campagne,
- Gisors,
- Louviers-Nord,
- Louviers-Sud,
- Lyons-la-Forê,
- Pont-de-l'Arche,
- Val-de-Reuil.